# Турчинская, Агата Фёдоровна

Повесть Агаты Турчинской «Звезды над верховиной». 1955

Агата Фёдоровна Турчинская (укр. Ага́та Фе́дорівна Турчи́нська; 11 февраля 1903, Куликов Жолковского уезда, Галиция (ныне Львовского района Львовской области Украины) — 22 августа 1972, Киев) — украинская советская поэтесса и прозаик.

## Биография
Родилась в бедной семье. Рано осиротела. В 1915 году оказалась в Киеве. Воспитывалась в детском доме. В 1923 окончила трехлетние учительские курсы им. Бориса Гринченко в Киеве, затем — Киевскую музыкальную школу, позже в 1926 — Киевский институт народного образования (теперь — Киевский национальный университет имени Тараса Шевченко). Работала воспитательницей в детском доме.
Член киевской группы литературной организации «Западная Украина».
А. Турчинская принимала активное участие в общественной работе. С 1938 года — член Союза писателей Украины.
Во время Великой Отечественной войны находилась в эвакуации (1941—1943), работала в газете «Туркменская искра», инспектором по делам искусств Совнаркома Туркменской ССР, была заместителем председателя секции русских писателей.
После освобождения Украины от немецко-фашистских оккупантов, вернулась в Киев.
Награждена медалью «За доблестный труд в Великой Отечественной войне 1941—1945 гг.».
Умерла 22 августа 1972 в Киеве. Похоронена на Байковом кладбище.

## Творчество
Печаталась с 1923 года. В конце 1920-х гг. вышел первый дебютный сборник поэтических произведений «Ізвори». Наряду с произведениями, отмеченными влиянием поэзии П. Тычины, сборник включал много стихов с отчетливыми признаками собственного поэтического стиля. Её имя стало известным на Западной Украине, в Галичине.
Находясь в Туркмении, писала поэмы, очерки, рассказы на украинском и русском языках (очерк «Люди аула Оджи», поэма «Курбан Дурды» и др.).
Творческой манере А. Турчинской присущи общественный пафос, преданность любимым темам и образам, волнующий автобиографизм, стремление разнообразить художественные приемы (прежде всего в стихах-раздумьях, лирико-эпических поэмах).

## Избранные произведения
- Сборник рассказов для детей «Найстарший» (1928).
- Детская пьеса «Весною» (1929).
- Повесть «Смок» (1930).
- Сборники стихов и поэм
  - «Ізвори» (1929),
  - «Урожай» (1939),
  - «Привіт, Галичино!» (1940),
  - «Дитинство поета» (1941),
  - «Тарасова гора» (1942),
  - «Марічка» (1945),
  - «Пісня про дружбу» (1946),
- Книга для детей «Зернятко» (1947),
- Повесть «Зорі на Верховині» (1949),
- Роман «Друг мій Ашхабад» (1955, в 1967 — напечатан на туркменском языке);
- Поэтические сборники и поэмы
  - «Дитинство поета» (1941),
  - «Дорогі заповіти» (1958),
  - «Тарасова гора» (1961),
  - «Земле моя, зоре моя» (1961),
  - «Поліття» (1965),
  - «Бузькове зілля» (1966);
- Либретто к опере «Русалка», опере «Милана» (1955) композитора Георгия Майбороды. Автор одноактной пьесы «Тарас в неволе» и пьесы для детей «Весною».